# Vincent Moulia
Germain Moulia dit Vincent Moulia, né  le 27 mai 1888 à Nassiet (Landes) et mort le 28 décembre 1984 à Orthez, est un soldat français de la Première Guerre mondiale. Décoré et plusieurs fois blessé au combat, il est condamné à mort pour l'exemple pour la mutinerie au sein du 18e régiment d'infanterie de ligne en 1917 à Villers-sur-Fère. Il réussit à s'évader avant son exécution. Seul poilu à avoir réussi à s'évader après une condamnation à mort pour mutinerie,, il se réfugie dans les Landes puis en Espagne. Amnistié en 1933, il ne rentrera en France qu'en 1936. 

## Biographie
Né le 27 mai 1888 à Nassiet, un village des Landes, Germain (Vincent) Moulia a été mobilisé à Pau au 18e RI en 1914. Il a été blessé deux fois. Il a reçu la Croix de guerre en mai 1916 à Verdun et il est promu caporal. 
En 1917, il prend part les 4 et 5 mai aux combats pour la prise de Craonne lors de la bataille du Chemin des Dames. Vingt officiers et 824 hommes du 18e sont tués. Moulia est proposé pour une citation. Le régiment part alors en repos dans le Tardenois, à Villers-sur-Fère. Le 27 mai, jour de la Pentecôte, il fait chaud et on boit beaucoup. Les esprits s'échauffent à la nouvelle que le 18e doit  remonter en ligne à la place d'un autre régiment. Des troubles graves se produisent, on tire des coups de fusil en l'air, on défile avec tambour et clairon, on lance une grenade, on chante l'Internationale, on gifle un sous-lieutenant. Tout finit par rentrer dans l'ordre le lendemain soir. 
Douze soldats sont pourtant traduits devant le conseil de guerre qui se tient à Maizy (Aisne) le 7 juin. Cinq condamnations à mort sont prononcées contre le caporal Moulia et les soldats Cordonnier, Didier, Canel et Lasplacettes. Le caporal Crouau, cité au départ, n'a pu être mis en cause. Malgré ses états de service antérieurs, Moulia est reconnu comme les autres « coupable d'avoir participé comme instigateur à une révolte commise sous les armes », aggravé du fait qu'il était gradé.
Durant la nuit qui précède l'exécution, interné avec les autres condamnés dans une réserve à betteraves d'une ferme de Maizy, Moulia profite des suites d'un bombardement pour s'enfuir. Il gagne Paris puis descend sur son village natal de Nassiet où il se cache jusqu'en mai 1918. Sur le point d'être dénoncé, il passe alors en Espagne où sa fiancée le rejoint. Ils s'installent alors à San Sebastián, dans le Pays basque. Il y passera 18 ans, n'en partant qu'en 1936 avec la guerre civile. Il prend alors un bateau à Bilbao pour rejoindre Bordeaux. Bien qu'amnistié depuis la loi du 13 juillet 1933, il est arrêté et passe trois jours au fort du Hâ avant de pouvoir rejoindre Nassiet. 
En 1934, Le Crapouillot dans un numéro spécial sur les mutineries de la Grande Guerre, parle de Vincent Moulia. Son nom est mentionné après la Seconde Guerre mondiale dans des ouvrages sur les mutineries de 1917 mais quelques fois de façon erronée. Ainsi en 1965, deux historiens indiquent qu'il a été fusillé. Le journaliste André Curculosse réunit les souvenirs de Vincent Moulia en 1968. En 1978, paraît Vincent Moulia, les pelotons du général Pétain de Pierre Durand. L'année suivante, mis en contact par André Curculosse, Alain Decaux se rend à Nassiet en juin 1979 pour rencontrer Moulia. Il y écoute aussi une bande enregistrée de plus d'une heure que son gendre lui avait fait enregistrer sur son récit en 1970. Quelques jours plus tard, Decaux raconte son histoire dans son émission télévisée Alain Decaux raconte  et demande « Qui rendra sa Croix de guerre au caporal Moulia ? ». Dès le 4 juillet 1979, Michel Rocard, alors député des Yvelines, pose une question écrite au ministre de la Défense. La réponse est publiée au Journal officiel le 15 septembre 1979. Elle précise que « l'instruction du dossier de M. Vincent Moulia fait apparaître que l'intéressé n'a juridiquement perdu ni son grade de caporal ni le droit au port de la Croix de guerre 1914-1918 ». Le 11 novembre 1979, à Nassiet, il reçoit à nouveau la Croix de guerre des mains d'un ancien combattant de 14-18.
En 1955, grâce à la pugnacité des anciens de son régiment, sa carte d'ancien combattant lui sera délivrée, mais son carnet militaire et ses décorations ne lui seront pas rendus.
Vincent Moulia meurt le 28 décembre 1984, à 96 ans ; il est enterré à Orthez.